# Cattleya wittigiana
Cattleya wittigiana är en orkidéart som först beskrevs av João Barbosa Rodrigues, och fick sitt nu gällande namn av Van den Berg. Cattleya wittigiana ingår i släktet Cattleya och familjen orkidéer. Inga underarter finns listade i Catalogue of Life.